# Rosate
Rosate est une commune italienne de la ville métropolitaine de Milan, dans la région de la Lombardie.

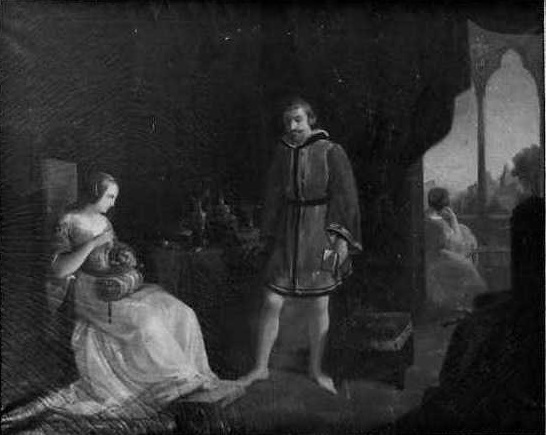
Bice del Balzo dans le Château de Rosate, Vincenzo Petrocelli, huile sur toile, 1840.

## Administration
| Période                                  | Période | Identité | Étiquette | Qualité |
| ---------------------------------------- | ------- | -------- | --------- | ------- |
|                                          |         |          |           |         |
| Les données manquantes sont à compléter. |         |          |           |         |

### Frazione
Cavoletto (Località).

### Communes limitrophes
Gaggiano, Gudo Visconti, Besate, Noviglio, Morimondo, Vernate, Bubbiano, Calvignasco.

## Jumelages
- Tarnowo Podgórne (Pologne) ;
- Rohrdorf (Allemagne).